# Hummelholm
Hummelholm is een dorp, ongeveer 18 kilometer ten noorden van Nordmaling in Zweden, en tevens naam van een nabijgelegen natuurgebied.
Omdat het weidegebied bij het dorp nog op een extensieve traditionele manier werd beheerd is dit in 1977 als natuurreservaat aangewezen. Het natuurreservaat omvat een deel van een rivier, kruidenrijke graslanden en open bos. 
Een kaart van Hummelholm uit 1793 laat zien dat het huidige reservaat toen bijna volledig onder water stond. Slechts twee eilanden lagen hoger dan het zeeniveau. 